# Teodor Wittelsbach (Pfalz-Sulzbach)
Teodor Eustachy Wittelsbach (ur. 14 lutego 1659 Sulzbach-Rosenberg  – zm. 11 lipca 1732 Dinkelsbühl) – hrabia palatyn i książę Palatynatu-Sulzbach.
Syn księcia Christiana i Amelii Nassau Siegen. Jej dziadkami byli August Wittelsbach książę Palatynatu-Sulzbach i Jadwiga Oldenburg księżniczka Schleswig-Holstein-Gottorf oraz Jan Nassau-Siegen i Małgorzata Holstein-Sonderburg-Plön.
9 czerwca 1692 ożenił się z hrabiną Marią Eleonorą Hessen-Rotenburg-Rheinfels (1675-1720). Para była rodzicami:
- Anna Maria (1693-1763) – zakonnica w Kolonii
- Józef Karol (1694-1729) – ożenił się z Elżbietą Augustą córką elektora Palatynatu Reńskiego Karola III Filipa
- Franciszka Christina (1696-1776)
- Ernestyna Teodora (1697-1775) – żona Wilhelma Hessen-Wanfried-Rheinfels
- Jan Wilhelm (1698-1699)
- Jan Christian (1700-1733) – ojciec elektora Palatynatu Reńskiego i Bawarii Karola IV Teodora
- Elżbieta Eleonora (1702-1704)
- Anna Christina (1704-1723) – żona Karol Emanuel III Sabaudzkiego
- Jan Wilhelm (1706-1708)